# Museu Etnográfico de Messejana
O Museu Etnográfico de Messejana, igualmente conhecido como Museu da Santa Casa da Misericórdia de Messejana, é um núcleo museológico instalado num edifício histórico, situado na vila de Messejana, no Município de Aljustrel, na região do Alentejo, em Portugal.

## Descrição e história
O imóvel situa-se na Rua do Espírito Santo, numa área central da vila, e nas imediações de vários monumentos históricos, como a Igreja da Misericórdia, a Torre do Relógio e o Pelourinho, em cuja zona de protecção está inserido. Integra-se no estilo vernacular do século XVII, embora tenha sofrido grandes alterações ao longo da sua história. O principal testemunho da sua época de construção original é a fachada, que ainda conserva muitos elementos vernaculares seiscentistas, como a inexistência de panos de parede definidos, o revestimento em reboco e cal, o remate em cornija e beirado, e a presença das três janelas de sacada com grades de ferro fundido, resultando num conjunto muito sóbrio. Outro elemento que poderá ser deste período são os telhados, em forma de tesoura, que eram então normalmente empregues nos edifícios mais abastados. No interior, de dois pisos, destacam-se os tectos, em masseira ou em configuração de tesoura, e decorados com pinturas vegetalistas, faunísticas e humanas.
O museu inclui doze salas onde foram reconstruídos ambientes típicos do passado da região, incluindo uma venda, uma sala de aulas, o escritório do ilustre messejanense Soares Victor, e de vários compartimentos nas casas típicas da região, como as cozinhas, a despensa, a sala de costura e o quarto de cama. Destaca-se também o conjunto de cântaros que pertenciam ao último aguadeiro na vila, Francisco Manuel Bartolomeu. Além de equipamento museológico, o espaço também apresenta outras valências culturais, tendo por exemplo albergado a exposição Nunca é Tarde de Jorge Alves, no âmbito das Festas de Santa Maria, em Agosto de 2017.
O edifício onde se integra o museu é considerado como um dos mais antigos da vila, tendo sido construído no século XVII, sendo originalmente uma habitação abastada. Segundo a obra Campo de Ourique, foi vendido em 1717 por Bartolomeu de Sousa Mexia, moço fidalgo da Casa de D. João V, a Pedro Gonçalves Cordeiro Pereira, natural de Messejana, e entre 1809 e 1835 foi a residência de Gervásio Carvalho de Miranda, juiz de fora de Messejana de 1803 a 1805, e o primeiro presidente da câmara após 1834. Em 1899 era propriedade do notário Francisco Soares Victor, tendo sido depois vendida pela sua família ao arquitecto Henrique Albino, que a ofereceu à Santa Casa da Misericórdia de Messejana. Em 2002 foi alvo de grandes trabalhos de conservação e limpeza por parte da Santa Casa da Misericórdia, que incluíram a expansão da rede eléctrica e a instalação de equipamentos de iluminação. Em 2007, albergava igualmente uma biblioteca.